# Uczelniany Koszykarz Roku UPI
Uczelniany Koszykarz Roku UPI (oficjalna nazwa: UPI College Basketball Player of the Year) – nagroda przyznawana corocznie najlepszemu koszykarzowi akademickiemu NCAA Division I od sezonu 1954/55 do 1995/96 przez United Press International (UPI), agencję informacyjną w Stanach Zjednoczonych, rywalizującą z Associated Press.
Pięciu zawodników zdobyło nagrodę więcej niż jeden raz (Oscar Robertson, Jerry Lucas, Lew Alcindor, Bill Walton, Ralph Sampson). Z tej piątki Robertson, Walton i Sampson sięgnęli po nią trzykrotnie.
Najwięcej laureatów nagrody posiada uczelnia UCLA – sześciu. Ohio State zajmuje drugie miejsce z liczbą czterech reprezentantów, po trzech posiadają uczelnie Cincinnati i Wirginia. Pięć innych posiada po dwóch reprezentantów.
Ośmiu spośród zwycięzców było drugoroczniakami, siedmiu trzecioroczniakami i 27 zawodnikami ostatniego roku. Żaden debiutant nie został nigdy wyróżniony.

## Laureaci

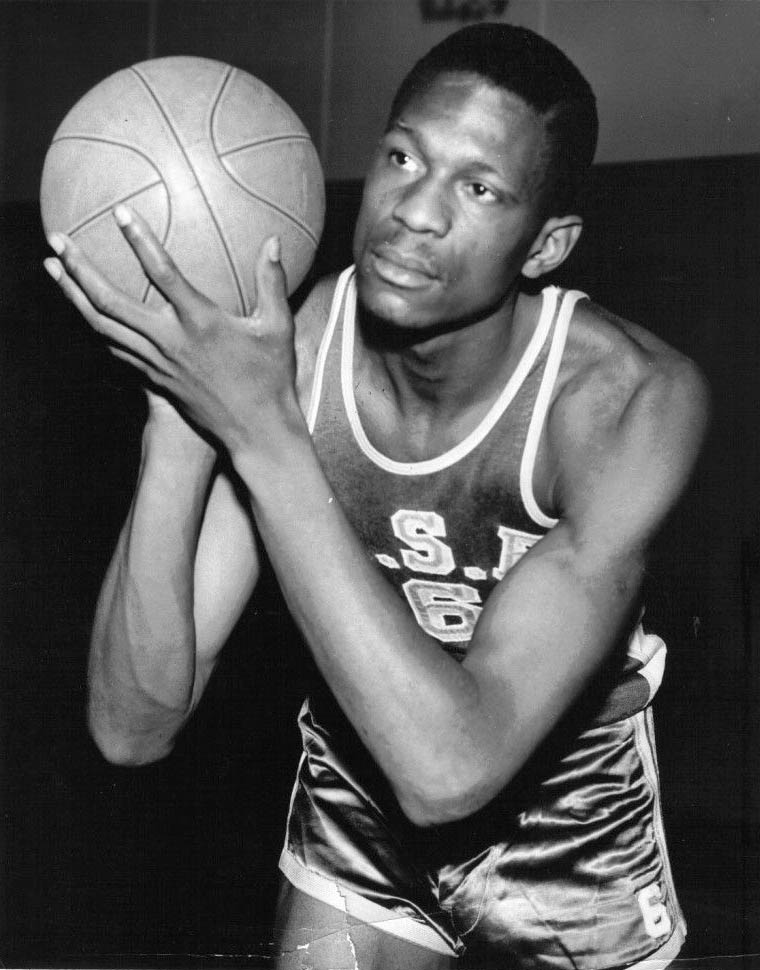
Bill Russell zdobył nagrodę w 1956 roku.

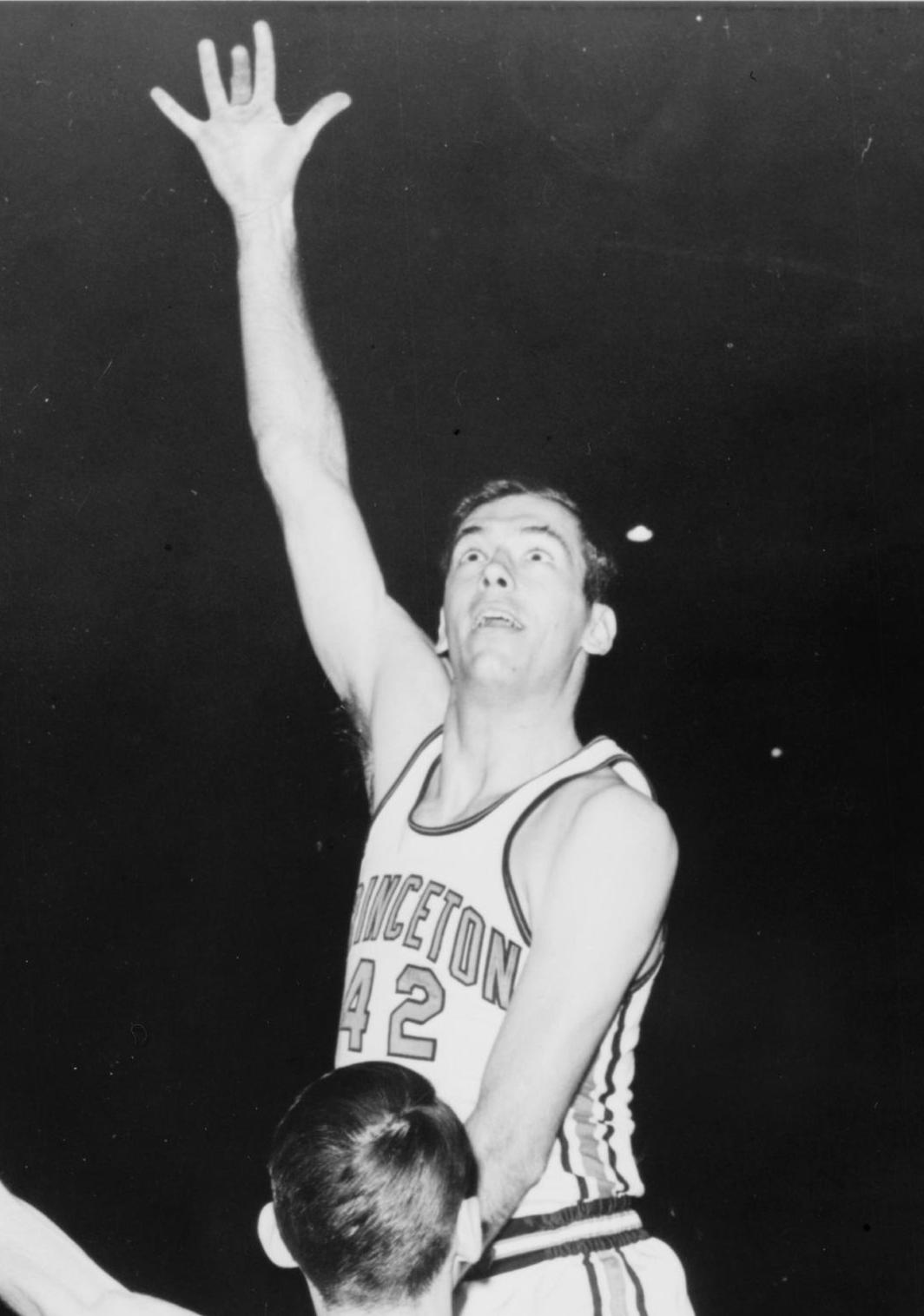
Bill Bradley – laureat z 1965 roku.

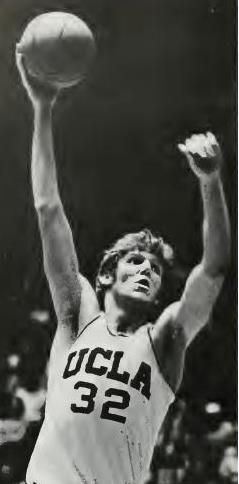
Bill Walton, zwycięzca w latach 1972–74.

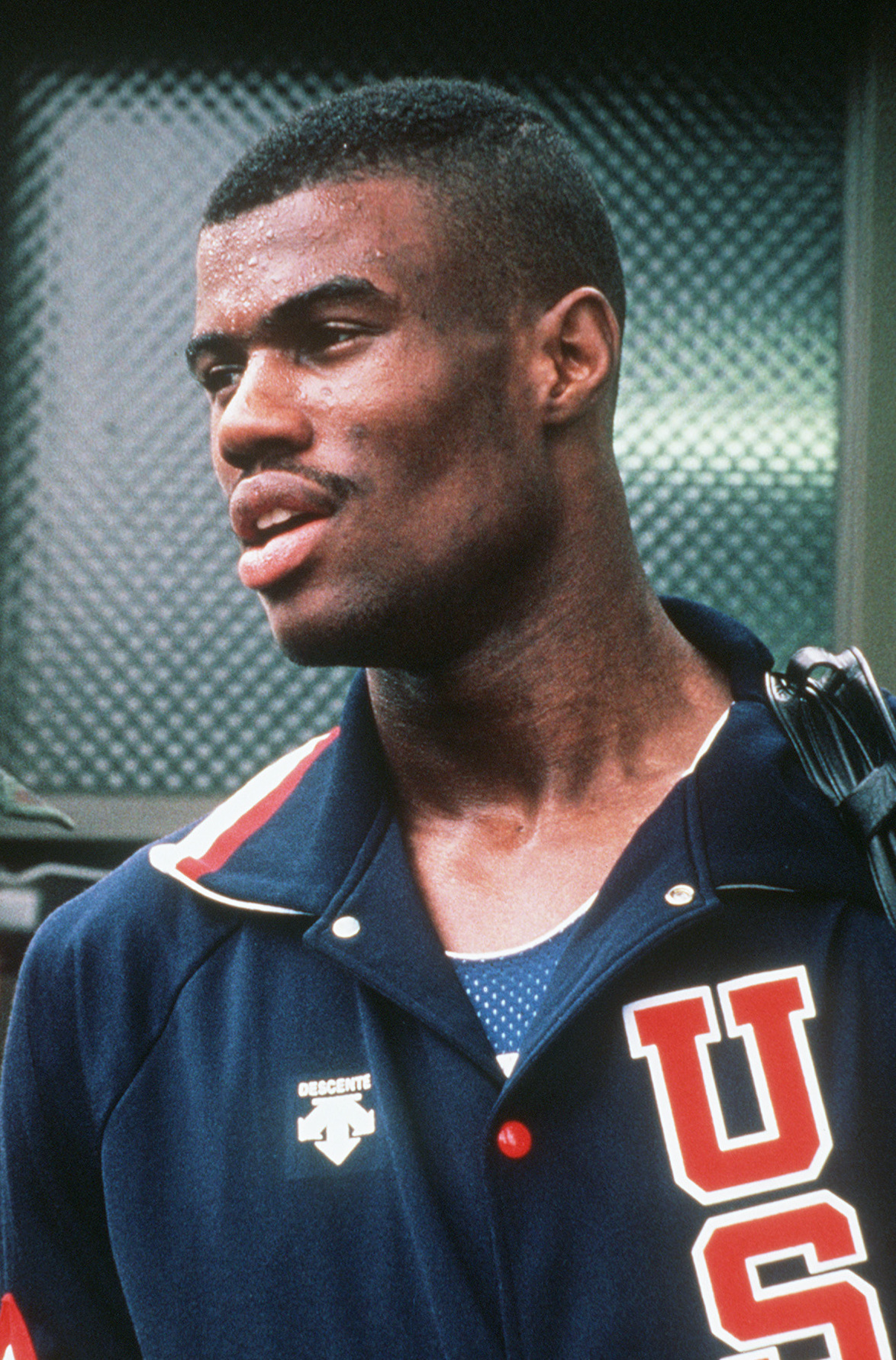
David Robinson wygrał nagrodę w 1987.

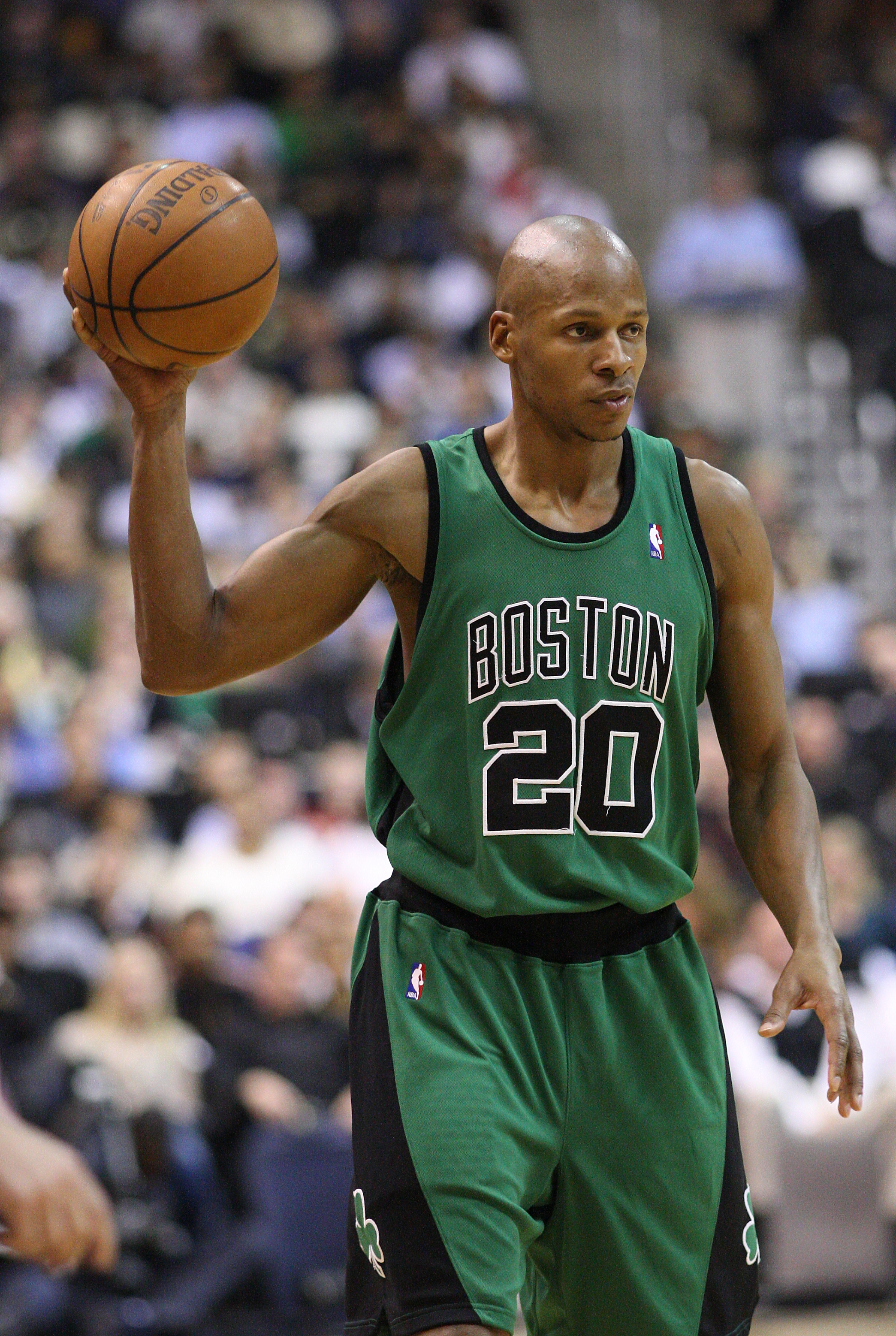
Ray Allen, zwycięzca z 1996 roku.

| Zawodnik (X) | Oznacza liczbę nagród, uzyskanych przez tego samego zawodnika |
| Freshman     | Zawodnik pierwszego roku                                      |
| Sophomore    | Zawodnik drugiego roku                                        |
| Junior       | Zawodnik trzeciego roku                                       |
| Senior       | Zawodnik ostatniego roku                                      |

| Sezon   | Zawodnik            | Uczelnia          | Pozycja                              | Status    |
| ------- | ------------------- | ----------------- | ------------------------------------ | --------- |
| 1954–55 | Tom Gola            | La Salle          | Skrzydłowy                           | Senior    |
| 1955–56 | Bill Russell        | San Francisco     | Środkowy                             | Senior    |
| 1956–57 | Chet Forte          | Columbia          | Rozgrywający                         | Senior    |
| 1957–58 | Oscar Robertson     | Cincinnati        | Rozgrywający                         | Sophomore |
| 1958–59 | Oscar Robertson (2) | Cincinnati        | Rozgrywający                         | Junior    |
| 1959–60 | Oscar Robertson (3) | Cincinnati        | Rozgrywający                         | Senior    |
| 1960–61 | Jerry Lucas         | Ohio State        | Skrzydłowy / Środkowy                | Junior    |
| 1961–62 | Jerry Lucas (2)     | Ohio State        | Skrzydłowy / Środkowy                | Senior    |
| 1962–63 | Art Heyman          | Duke              | Obrońca / Skrzydłowy                 | Senior    |
| 1963–64 | Gary Bradds         | Ohio State        | Skrzydłowy                           | Senior    |
| 1964–65 | Bill Bradley        | Princeton         | Niski skrzydłowy / Rzucający obrońca | Senior    |
| 1965–66 | Cazzie Russell      | Michigan          | Rzucający obrońca                    | Senior    |
| 1966–67 | Lew Alcindor        | UCLA              | Środkowy                             | Sophomore |
| 1967–68 | Elvin Hayes         | Houston           | Skrzydłowy / Środkowy                | Senior    |
| 1968–69 | Lew Alcindor (2)    | UCLA              | Środkowy                             | Senior    |
| 1969–70 | Pete Maravich       | LSU               | Obrońca                              | Senior    |
| 1970–71 | Austin Carr         | Notre Dame        | Obrońca                              | Senior    |
| 1971–72 | Bill Walton         | UCLA              | Środkowy                             | Sophomore |
| 1972–73 | Bill Walton (2)     | UCLA              | Środkowy                             | Junior    |
| 1973–74 | Bill Walton (3)     | UCLA              | Środkowy                             | Senior    |
| 1974–75 | David Thompson      | NC State          | Rzucający obrońca / Niski skrzydłowy | Senior    |
| 1975–76 | Scott May           | Indiana           | Skrzydłowy                           | Senior    |
| 1976–77 | Marques Johnson     | UCLA              | Obrońca / Skrzydłowy                 | Senior    |
| 1977–78 | Butch Lee           | Marquette         | Rozgrywający                         | Senior    |
| 1978–79 | Larry Bird          | Indiana State     | Niski skrzydłowy                     | Senior    |
| 1979–80 | Mark Aguirre        | DePaul            | Niski skrzydłowy                     | Sophomore |
| 1980–81 | Ralph Sampson       | Virginia          | Środkowy                             | Sophomore |
| 1981–82 | Ralph Sampson (2)   | Virginia          | Środkowy                             | Junior    |
| 1982–83 | Ralph Sampson (3)   | Virginia          | Środkowy                             | Senior    |
| 1983–84 | Michael Jordan      | Karolina Północna | Rzucający obrońca                    | Junior    |
| 1984–85 | Chris Mullin        | St. John's        | Niski skrzydłowy / Rzucający obrońca | Senior    |
| 1985–86 | Walter Berry        | St. John's        | Silny skrzydłowy                     | Senior    |
| 1986–87 | David Robinson      | Navy              | Środkowy                             | Senior    |
| 1987–88 | Hersey Hawkins      | Bradley           | Rzucający obrońca                    | Senior    |
| 1988–89 | Danny Ferry         | Duke              | Silny skrzydłowy / Środkowy          | Senior    |
| 1989–90 | Lionel Simmons      | La Salle          | Niski skrzydłowy                     | Senior    |
| 1990–91 | Shaquille O’Neal    | LSU               | Środkowy                             | Sophomore |
| 1991–92 | Jim Jackson         | Ohio State        | Rzucający obrońca                    | Junior    |
| 1992–93 | Calbert Cheaney     | Indiana           | Niski skrzydłowy                     | Senior    |
| 1993–94 | Glenn Robinson      | Purdue            | Niski skrzydłowy / Silny skrzydłowy  | Sophomore |
| 1994–95 | Joe Smith           | Maryland          | Środkowy                             | Sophomore |
| 1995–96 | Ray Allen           | Connecticut       | Rzucający obrońca                    | Junior    |

## Laureaci według uczelni
| Uczelnia          | Laureaci | Lata                               |
| ----------------- | -------- | ---------------------------------- |
| UCLA              | 6        | 1967, 1969, 1972, 1973, 1974, 1977 |
| Ohio State        | 4        | 1961, 1962, 1964, 1992             |
| Cincinnati        | 3        | 1958, 1959, 1960                   |
| Virginia          | 3        | 1981, 1982, 1983                   |
| Duke              | 2        | 1963, 1989                         |
| Indiana           | 2        | 1976, 1993                         |
| La Salle          | 2        | 1955, 1990                         |
| LSU               | 2        | 1970, 1991                         |
| St. John's        | 2        | 1985, 1986                         |
| Bradley           | 1        | 1988                               |
| Kolumbia          | 1        | 1957                               |
| Connecticut       | 1        | 1996                               |
| DePaul            | 1        | 1980                               |
| Houston           | 1        | 1968                               |
| Indiana State     | 1        | 1979                               |
| Marquette         | 1        | 1978                               |
| Maryland          | 1        | 1995                               |
| Michigan          | 1        | 1966                               |
| Navy              | 1        | 1987                               |
| NC State          | 1        | 1975                               |
| Karolina Północna | 1        | 1984                               |
| Notre Dame        | 1        | 1971                               |
| Princeton         | 1        | 1965                               |
| Purdue            | 1        | 1994                               |
| San Francisco     | 1        | 1956                               |